# ダッシュ勝平
『ダッシュ勝平』（ダッシュかっぺい）は、六田登による日本の漫画。タツノコプロ製作によりアニメ化されている。

## 概要
『週刊少年サンデー』（小学館）において、1979年48号から1982年48号まで連載された。単行本は少年サンデーコミックス全17巻、ワイド版全9巻。また、外伝としての読み切りが1981年11月増刊号から1982年5月増刊号にかけて掲載され、単行本第17巻（ワイド版では第9巻）に収録された。
主人公の坂本勝平が、バスケットボール部のコーチを務める女性教師のパンティーが純白なのを見て部に入り、その場の機転で続々と秘技を編み出しては難関を突破していく作品。お調子者で純白のパンティーが大好きな勝平を中心にした人間模様や、人間離れした必殺技が数多く登場するなど、コミカルな内容となっている。さらにバスケ部で優勝を成し遂げた中盤以降は、勝平がさまざまな競技に挑戦し、作品終盤ではデスマッチが展開されるなど路線変更をしている。
外伝では、クールでダンディな外人ジョー・コッカーがメインを張っている。その内容は何がしらの映画のパロディとなっており、本編とは異なる作風となっている。
本作はそれまで暗い作風を好んでいた作者の六田が担当編集から「これからはラブコメブームがくるし、明るいものが描けなければ生き残れない。持っているものを全部捨てろ」と方針転換を迫られた時期に手掛けたもので、バスケットボールを扱ったのは担当編集による提案からだった。六田自身は「"バスケットボールやんないか?"って言われてピンとこなかったんですけど。「ダッシュ勝平」は編集者の注文で描いたんです」と発言している。

## ストーリー
チビでお調子者の青林高校の1年生、坂本勝平は女の子と純白パンティーが大好きな天才問題児。ある日、生活指導の岡崎先生に追われ、バスケット部に紛れ込んだ彼は、その類稀なる運動神経を立花キャプテンに買われ、入部を勧められる。女の子（の純白パンティ）にしか興味のない彼は断るが、そこへ現れた美人の夏コーチのスカートをめくり、純白だったという理由だけでバスケ部に入部希望する。だが、勝平はバスケのルールすら知らないド素人だった。

## 登場人物

### 坂本家
坂本 勝平
声 - 田中真弓
極度な低身長であるが、高校生離れした運動神経を持つ。幼少より祖父にスパルタ教育を施され、超人的なプレーを発揮する。青林高校バスケット部を全国優勝に導いた後、卓球部、フェンシング部などでも活躍した。純白パンティには盲信的である。
坂本 勝太郎
声 - 雨森雅司

坂本 勝江
声 - 長島亮子

坂本 勝左エ門
声 - 中庸助

勝平の祖母
声 - 北川智繪

坂本勝子
声 - 滝沢久美子

### 秋家
秋 あかね
声 - 津島瑞穂
本作のヒロイン。純白パンティを着用。以前は大場と良い仲であったが、青林高校に転校し、バスケット部のマネージャーになる。中学時代は卓球部であった。
あかねの父
声 - 嶋俊介
秋家に勝平を居候させる良き人物。
あかねの母
声 - 友近恵子
おっとりとした性格。彼女の料理は勝平も気に入っている。
誠一郎
声 - 大平透
秋家の愛犬で、あかねに好意を持っている。犬とは思えないほど人間臭く、事ある毎に勝平と対立する。アニメではシマのトランクスを着用。

### 青林高校教師
夏かおり（夏コーチ）
声 - 小宮和枝
青林高校バスケット部の顧問で、勝平のクラスの担任でもある。あかねと同じく、純白パンティを愛用。美人コーチとして手腕を振るうが、立花同様、ペースを乱されることが多い。最終的に勝平を主力選手として期待するようになる。
岡崎
声 - 増岡弘
青林高校の教諭で、フェンシング部の顧問。夏コーチに好意を持っていた。勝平を問題児扱いしていたが、後に認める様になる。
嵐
声 - 屋良有作

馬河
声 - 玄田哲章
青林高校卓球部の顧問。卓球以外にも中国拳法を体得している。
校長
声 - 加藤治
青林高校の校長及び理事長。多額の負債を抱え、青林高校の売却を余議なくされたが…。

### 青林高校生徒
立花 かおる
声 - 井上和彦
青林高校バスケット部の主将。良きキャプテンとしてリーダーシップを発揮するが、勝平の奇想天外なプレーにペースを乱される事が多い。一度、勝平に催眠術をかけられ、犬にされた時もあった。
牛山 大木
声 - 長堀芳夫（郷里大輔）
青林高校バスケット部員。愛称は「リトルジョン」。タラコ唇が特徴。
狂四郎
声 - 曽我部和行
青林高校バスケット部員。チーム一の二枚目であるが、さほど活躍しない。最終決戦前に夏コーチに求婚した。
石山 本願寺
声 - 福士秀樹
青林高校バスケツト部員。寺の息子で、口癖が「ナンマイダ、ナンマイダ」。
島田 正午
声 - 千葉繁
青林高校バスケット部員。ロン毛でバンダナを巻いているが、チーム一存在感が薄い。
近藤 俊彦
声 - 水島裕

藤堂
声 - 松岡洋子

山下
声 - 大滝進矢

沖田
声 - 古谷徹

本田
声 - 鈴置洋孝、頓宮恭子（少年時代）
青林高校卓球部主将。あかねに好意を持ち、卓球部に引き入れた。
瀬里香
声 - 倉川きよみ（第32話）→山田栄子（第33話 - ）
青林高校卓球部の女子部員。筋肉養成ギブスを身に纏う怪力美少女。
柴田
声 - 千葉繁

奥山（スブリ）
声 - 東美江
卓球部の万年補欠であったが、勝平に才能を見抜かれ、対卓球部戦では勝平側に付く。その後もフェンシング部にも同行。最終戦まで残って活躍した、後半での勝平のパートナー的存在であった。
豪原
声 - 屋良有作

田所
声 - 田中亮一

川田
声 - 小林通孝

黒木カズヤ
声 - 塩沢兼人

### その他
大場 博
声 - 村山明
あかねの元彼氏で、勝平のバスケットのライバルとしても度々登場した。2メートルを超える長身であるが、あっちの方が小さい。
天王山高校バスケ部コーチ
声 - 村越伊知郎

五光
声 - 青野武

兵田
声 - 加藤精三

渦巻
声 - 広瀬正志

内藤 メグ
声 - 小山茉美（第14話）→潘恵子（第28話）

風満
声 - 肝付兼太

キキ・プラン
声 - 川島千代子

サチ
声 - 勝生真沙子

青沢
声 - 阪脩

スカイナー
声 - 寺島幹夫

岡野
声 - 東美江

菊池
声 - 井上瑤

長嶋
声 - 阪脩

はじめ
声 - 山下啓介

大熊
声 - 玄田哲章

進三
声 - 大宮悌二

涙川
声 - 松岡洋子

岡崎 あつ子
声 - 高島雅羅

ジョー・コッカー
声 - 内海賢二
謎の人物。初登場はアメリカ編であるが、アニメではその後勝平たち青林高校バスケット部員と共に映画に出演。名前は同名のロックシンガー、ジョー・コッカーから付けられている。
マリリン
声 - 小原乃梨子

オオカミ五郎
声 - 稲葉実

幻鬼
声 - 石丸謙二郎

のりかず
声 - 二又一成
勝平打倒用に造られた戦闘ロボット。
ベンジー
声 - 永井一郎

キング
声 - 飯塚昭三

## テレビアニメ
1981年10月4日から1982年12月26日まで、フジテレビ系にて日曜 18:00 - 18:30枠にて放送された。全65話。本枠で放送されたタツノコアニメの中では、1974年の『てんとう虫の歌』以来となる原作付き作品となった。
当初のストーリーは原作に準じていたが、連載中の原作の状況に追いつくと、主人公の勝平が相撲・トライアスロン・ゴルフ・アイスホッケーなどバスケットボール以外の競技にチャレンジするエピソードを始め、SFや冒険活劇的なエピソードなどのオリジナル編が描かれた。

### スタッフ
- 製作：吉田健二
- 企画：九里一平、岡正（フジテレビ）、内間稔（読広）
- 原作：六田登
- シリーズ構成：柳川茂
- 作画監修：宮本貞雄
- 音楽：はやしこば
- 作画監督：河合静男
- 美術監督：新井寅雄
- 担当：田村常夫、由井正俊（竜の子プロ）、大野実（読広）
- チーフディレクター：林政行、原征太郎
- プロデューサー：宮田知行、谷口肇、中野政則
- 編集：三木幸子、田代正美
- 録音ディレクター：水本完
- 録音：兼子芳博
- 効果：加藤昭二（アニメサウンドプロダクション）
- 現像：東洋現像所
- 制作：タツノコプロ、フジテレビ

### 主題歌
オープニングテーマ - 「見たいもの見たい」
エンディングテーマ - 「青春ダッシュ!」
作詞 - 伊藤アキラ / 作曲 - はやしこば / 編曲 - 川上了 / 歌 - KiKi

### 放送リスト
| 話数   | 放送日         | サブタイトル              | 脚本         | 絵コンテ   | 演出          | 原画作監 （原画作監補佐）          | キャラクター補             | 動画作監            | 美術担当   |
| ------ | -------------- | ------------------------- | ------------ | ---------- | ------------- | ---------------------------------- | -------------------------- | ------------------- | ---------- |
| 第1話  | 1981年 10月4日 | 純白ピカリ! バスケの星    | 山本優       | 林政行     | 林政行        | 二宮常雄                           | 飯田史雄 檻村順子          | -                   | -          |
| 第2話  | 10月11日       | 秘技アカネシュートだ!     | 山崎晴哉     | 遠藤克己   | 石田昌平      | 河合静男                           | 飯田史雄 檻村順子          | -                   | 桜井真理子 |
| 第3話  | 10月18日       | 恋の火花? 犬対人間        | 小山高男     | 貞光紳也   | 香川豊        | 水村十司                           | 飯田史雄 檻村順子          | 梶谷光春            | -          |
| 第4話  | 10月25日       | 君にフラフラ球はユラユラ  | 山崎晴哉     | 真砂智康   | 津田義三      | 河合静男                           | 飯田史雄 檻村順子          | 沖野百合            | 宮川佳子   |
| 第5話  | 11月1日        | 勝平のスポーツ万能選手?   | 山本優       | 貞光紳也   | 秋津稔        | 酒井明雄                           | 飯田史雄 檻村順子          | 中島豊秋            | 下川忠海   |
| 第6話  | 11月8日        | 恐怖の空中バスケ!         | 山崎晴哉     | 杉山有時   | 林政行 香川豊 | 西城隆詞                           | 飯田史雄 檻村順子          | 沖野百合 梶谷光春   | 桜井真理子 |
| 第7話  | 11月15日       | 誠一郎の恋愛必勝法        | 首藤剛志     | 貞光紳也   | 秋津稔        | 酒井明雄                           | 飯田史雄 檻村順子          | 中島豊秋            | 下川忠海   |
| 第8話  | 11月22日       | 悪夢の四角関係マラソン    | 小山高男     | 津田義三   | 津田義三      | 水村十司 西城隆詞                  | 飯田史雄 檻村順子          | 沖野百合 梶谷光春   | 沢井裕滋   |
| 第9話  | 11月29日       | おそるべきネイスミス学園  | 山本優       | 杉山有時   | 香川豊        | 河合静男                           | 飯田史雄 檻村順子          | 沖野百合            | 桜井真理子 |
| 第10話 | 12月6日        | ライバル藤堂くん出現!     | 山崎晴哉     | 貞光紳也   | 秋津稔        | 酒井明雄                           | 飯田史雄 檻村順子          | 中島豊秋            | 下川忠海   |
| 第11話 | 12月13日       | 勝平ムリムリカンニング    | 首藤剛志     | 遠藤克己   | 林政行        | 河合静男                           | 飯田史雄 檻村順子          | 沖野百合            | 沢井裕滋   |
| 第12話 | 12月20日       | 大場の殺人シュート!       | 山崎晴哉     | 貞光紳也   | 秋津稔        | 酒井明雄                           | 飯田史雄 檻村順子          | 中島豊秋            | 下川忠海   |
| 第13話 | 12月27日       | 怪奇! バスケ幽霊対勝平    | 首藤剛志     | 香川豊     | 香川豊        | 河合静男 山崎猛                    | 飯田史雄 檻村順子          | 宮崎葉月 中山晴夫   | 桜井真理子 |
| 第14話 | 1982年 1月3日  | 千手観音シュートを破れ    | 酒井あきよし | 杉山有時   | 石田昌平      | 河合静男 西城隆詞                  | 飯田史雄 檻村順子          | 宮崎葉月 梶谷光春   | 沢井裕滋   |
| 第15話 | 1月10日        | 超秘技! 全国ナマ中継      | 山本優       | 寺田憲史   | 秋津稔        | 酒井明雄                           | 飯田史雄 檻村順子          | 中島豊秋            | 下川忠海   |
| 第16話 | 1月27日        | 風満会長の華麗なる犯罪    | 小山高男     | 貞光紳也   | 津田義三      | 水村十司                           | 飯田史雄 檻村順子          | 梶谷光春            | 宮川佳子   |
| 第17話 | 1月24日        | 脅威のアマゾネス軍団      | 小山高男     | 貞光紳也   | 望月敬一郎    | 河合静男 酒井明雄                  | 飯田史雄 檻村順子          | 中島豊秋            | 下川忠海   |
| 第18話 | 1月31日        | 映画初出演! 僕はスターだ  | 首藤剛志     | 貞光紳也   | 石田昌平      | 河合静男 （沖野百合）              | 飯田史雄 檻村順子          | 宮崎葉月            | 桜井真理子 |
| 第19話 | 2月7日         | 勝平涙の減量特訓          | 山崎晴哉     | 遠藤克己   | 香川豊        | 河合静男 （沖野百合）              | 飯田史雄 檻村順子          | 宮崎葉月            | 宮川佳子   |
| 第20話 | 2月14日        | 熱血先生あらわる!         | 小山高男     | 寺田憲史   | 望月敬一郎    | 河合静男 酒井明雄                  | 飯田史雄 檻村順子          | 中島豊秋            | 下川忠海   |
| 第21話 | 2月21日        | 鳥人間・勝平空をとぶ      | 山本優       | 丸輪零     | 石田昌平      | 河合静男 西城隆詞                  | 飯田史雄 檻村順子          | 池上裕之            | 沢井裕滋   |
| 第22話 | 2月28日        | 登場! 勝平のおじいちゃん  | 首藤剛志     | 津田義三   | 津田義三      | 河合静男 （沖野百合） （飯田史雄） | 飯田史雄 檻村順子          | 宮崎葉月            | 宮川佳子   |
| 第23話 | 3月7日         | 空前絶後! 選抜優勝大会    | 山崎晴哉     | 寺田憲史   | 香川豊        | 酒井明雄                           | 飯田史雄 檻村順子          | 中島豊秋            | 沢井裕滋   |
| 第24話 | 3月14日        | 勝平はリモコン人形?       | 小山高男     | 貞光紳也   | 石田昌平      | 河合静男 山崎猛                    | 飯田史雄 檻村順子          | 中山晴夫            | 佐藤広明   |
| 第25話 | 3月21日        | 恐ろし! 勝平の過去        | 酒井あきよし | 杉山有時   | 津田義三      | 河合静男 （沖野百合） （飯田史雄） | 飯田史雄 檻村順子          | 橋本恵子            | 沢井裕滋   |
| 第26話 | 3月28日        | 不思議!? 秘技なしバスケ   | 酒井あきよし | 望月敬一郎 | 香川豊        | 酒井明雄                           | 檻村順子                   | 橋本恵子            | 佐藤広明   |
| 第27話 | 4月4日         | 超能力で決勝戦!           | 関口修       | 貞光紳也   | 石田昌久      | 河合静男 アベ正己                  | 上北実那 上北希沙          | アニメスポット      | 沢井裕滋   |
| 第28話 | 4月11日        | 勝平の女子体操教室        | 山崎晴哉     | 貞光紳也   | 津田義三      | 河合静男 （沖野百合） （飯田史雄） | 上北実那 上北希沙          | 橋本恵子 岩瀬久代   | 佐藤広明   |
| 第29話 | 4月18日        | 勝平のウルトラ・ゴルフ    | 小山高男     | 香川豊     | 香川豊        | 河合静男 （沖野百合） （飯田史雄） | 檻村順子                   | 橋本恵子 岩瀬久代   | 沢井裕滋   |
| 第30話 | 4月25日        | 初体験! アイスホッケー    | 山本優       | 貞光紳也   | 石田昌久      | 河合静男 （沖野百合） （飯田史雄） | 檻村順子                   | 橋本恵子 岩瀬久代   | 佐藤広明   |
| 第31話 | 5月2日         | 夏コーチ・ラブフィーバー  | 首藤剛志     | 遠藤克己   | 津田義三      | 河合静男 （沖野百合） （飯田史雄） | 檻村順子                   | 橋本恵子 岩瀬久代   | 沢井裕滋   |
| 第32話 | 5月9日         | 勝平童話! シンデレオ物語  | 酒井あきよし | 杉山有時   | 香川豊        | 河合静男 アベ正己                  | 檻村順子                   | アニメスポット      | 佐藤広明   |
| 第33話 | 5月16日        | 天才か? 勝平卓球に進出    | 酒井あきよし | 林政行     | 林政行        | 水村十司                           | 樫村順子 上北実那 上北希沙 | 梶谷光春            | 沢井裕滋   |
| 第34話 | 5月23日        | 筋肉美人・瀬里香対勝平!   | 山崎晴哉     | 貞光紳也   | 石田昌久      | 河合静男 （沖野百合） （飯田史雄） | 上北実那 上北希沙          | 橋本恵子 岩瀬久代   | 佐藤広明   |
| 第35話 | 5月30日        | 対決! 勝平対カバゴリラ    | 首藤剛志     | 遠藤克己   | 香川豊        | 河合静男 （沖野百合） （飯田史雄） | 上北実那 上北希沙          | 橋本恵子 岩瀬久代   | 沢井裕滋   |
| 第36話 | 6月6日         | 驚き! あかねの卓球部入部  | 小山高男     | 時田広子   | 時田広子      | 河合静男 （沖野百合） （飯田史雄） | 樫村順子                   | 橋本恵子 岩瀬久代   | 佐藤広明   |
| 第37話 | 6月13日        | 新卓球部で反撃だ!         | 酒井あきよし | 杉山有時   | 津田義三      | 水村十司                           | 上北実那 上北希沙          | 永瀬睦子            | 沢井裕滋   |
| 第38話 | 6月20日        | 爆笑! 勝平のプロレス卓球  | 山崎晴哉     | 貞光紳也   | 貞光紳也      | アベ正己                           | 樫村順子                   | アニメスポット      | 佐藤広明   |
| 第39話 | 6月27日        | 秘技ジーンボール対四天王  | 山崎晴哉     | 貞光紳也   | 石田昌久      | 河合静男 （沖野百合） （飯田史雄） | 樫村順子                   | 橋本恵子 岩瀬久代   | 沢井裕滋   |
| 第40話 | 7月4日         | 熱戦! 勝平対あかね        | 小山高男     | 貞光紳也   | 香川豊        | 水村十司                           | 上北実那 上北希沙          | 梶谷光春            | 佐藤広明   |
| 第41話 | 7月11日        | 神秘? 電気人間勝平        | 藤井裕理子   | 時田広子   | 時田広子      | 河合静男 （沖野百合） （飯田史雄） | 樫村順子                   | 橋本恵子 岩瀬久代   | 沢井裕滋   |
| 第42話 | 7月18日        | カバゴリラとの最終決戦!   | 富田祐弘     | 杉山有時   | 津田義三      | 長谷川剛憲                         | 上北実那 上北希沙          | 長谷川剛憲          | 佐藤広明   |
| 第43話 | 7月25日        | 新登場! ジョー・コッカー  | 斉藤はるみ   | 貞光紳也   | 香川豊        | 河合静男 （沖野百合） （飯田史雄） | 橋本恵子 岩瀬久代          | 樫村順子            | 沢井裕滋   |
| 第44話 | 8月1日         | コッカーの失われた秘宝    | 首藤剛志     | 遠藤克己   | 田中宏之      | アベ正己                           | 上北実那 上北希沙 アベ正己 | アニメスポット      | 佐藤広明   |
| 第45話 | 8月8日         | 大恐怖ビッグ・ヘアー      | 山崎晴哉     | 貞光紳也   | 石田昌久      | 水村十司                           | 河合静男                   | 永瀬睦子            | 沢井裕滋   |
| 第46話 | 8月15日        | ウエストサイド大バスケ    | 首藤剛志     | 笹川ひろし | 津田義三      | 河合静男 （沖野百合） （飯田史雄） | 上北実那 上北希沙          | 橋本恵子 岩瀬久代   | 長谷川正史 |
| 第47話 | 8月22日        | 勝平のスペースオペラだ!   | 富田祐弘     | 高野太     | 香川豊        | 長谷川剛憲                         | 樫村順子                   | 永瀬睦子            | 沢井裕滋   |
| 第48話 | 8月29日        | 勝平阿蘇に帰る!           | 小山高男     | 遠藤克己   | 石田昌久      | 河合静男 （沖野百合） （飯田史雄） | 上北実那 上北希沙          | 橋本恵子 岩瀬久代   | 山元健生   |
| 第49話 | 9月5日         | 勝平相撲だ! ハッケヨイ    | 富田祐弘     | 貞光紳也   | 津田義三      | 水村十司 高橋明信                  | 河合静男                   | 永瀬睦子            | 沢井裕滋   |
| 第50話 | 9月12日        | フェンシングおしかけ入部  | 山崎晴哉     | 時田広子   | 時田広子      | アベ正己                           | 樫村順子                   | 岩瀬久代 岡田久美子 | 長谷川正史 |
| 第51話 | 9月19日        | 出た新秘技! 洗たくバサミ  | 首藤剛志     | 杉山有時   | 香川豊        | 西城隆詞 高橋明信                  | 樫村順子                   | 西村絵里子          | 沢井裕滋   |
| 第52話 | 9月26日        | 勝平ばあちゃん大特訓!     | 小山高男     | 林政行     | 林政行        | 河合静男 （沖野百合） （飯田史雄） | 樫村順子                   | 岡田久美子          | 山元健生   |
| 第53話 | 10月3日        | 勝平式特訓場大公開!       | 富田祐弘     | 貞光紳也   | 津田義三      | 水村十司 高橋明信                  | 樫村順子                   | 永瀬睦子            | 沢井裕滋   |
| 第54話 | 10月10日       | チェス式階級決定戦だ!     | 斉藤はるみ   | 秋山勝仁   | 秋山勝仁      | 小泉謙三                           | 樫村順子                   | 寺沢伸介            | 長谷川正史 |
| 第55話 | 10月17日       | 無敵! クニャクニャ剣法だ  | 小山高男     | 時田広子   | 時田広子      | 西城隆詞 高橋明信                  | 西城隆詞                   | 西村絵里子          | 沢井裕滋   |
| 第56話 | 10月24日       | オオカミ男の挑戦!         | 山崎晴哉     | 貞光紳也   | 田中宏之      | アベ正己                           | 樫村順子                   | アニメスポット      | 山元健生   |
| 第57話 | 10月31日       | 大幻術! あかね変身        | 酒井あきよし | 杉山有時   | 石田昌久      | 河合静男 （沖野百合） （飯田史雄） | 樫村順子                   | 岡田久美子          | 沢井裕滋   |
| 第58話 | 11月7日        | バカ強! 勝平打倒ロボ      | 首藤剛志     | 貞光紳也   | 津田義三      | 水村十司 高橋明信                  | 水村十司                   | 永瀬睦子            | 長谷川正史 |
| 第59話 | 11月14日       | 倒産! 青林高校大ピンチ    | 酒井あきよし | 香川豊     | 香川豊        | 飯田史雄                           | 樫村順子                   | 岡田久美子          | 沢井裕滋   |
| 第60話 | 11月21日       | 体力勝負だ! 超人レース    | 山崎晴哉     | 遠藤克己   | 田中宏之      | 西城隆詞                           | 樫村順子                   | 西村絵里子          | 山元健生   |
| 第61話 | 11月28日       | 決死! 一輪車大ジャンプ    | 小山高男     | 貞光紳也   | 秋山勝仁      | アベ正己                           | 樫村順子                   | アニメスポット      | 沢井裕滋   |
| 第62話 | 12月5日        | 優勝ランナーはだれだ!     | 富田祐弘     | 時田広子   | 時田広子      | 飯田史雄                           | 樫村順子                   | 岡田久美子          | 長谷川正史 |
| 第63話 | 12月12日       | 死のデスマッチ・パニック  | 酒井あきよし | 香川豊     | 香川豊        | 水村十司                           | 水村十司                   | 渡辺正              | 沢井裕滋   |
| 第64話 | 12月19日       | さらば! 散りゆく勇者たち  | 山崎晴哉     | 遠藤克己   | 津田義三      | 河合静男                           | 河合静男                   | 岡田久美子          | 山元健生   |
| 第65話 | 12月26日       | 勝平の名は 永久に不滅です | 小山高男     | 林政行     | 林政行        | 西城隆詞                           | 河合静男                   | 中村清              | 沢井裕滋   |

### 放送局
※放送系列・放送日時は個別に出典が提示されているものを除き1982年12月終了時点のものとする。
| 放送対象地域  | 放送局         | 放送系列                                                      | 放送日時                                            | ネット形態 | 備考                                  |
| ------------- | -------------- | ------------------------------------------------------------- | --------------------------------------------------- | ---------- | ------------------------------------- |
| 関東広域圏    | フジテレビ     | フジテレビ系列                                                | 日曜 18:00 - 18:30                                  | 制作局     |                                       |
| 北海道        | 北海道文化放送 | フジテレビ系列                                                | 日曜 18:00 - 18:30                                  | 同時ネット |                                       |
| 宮城県        | 仙台放送       | フジテレビ系列                                                | 日曜 18:00 - 18:30                                  | 同時ネット |                                       |
| 秋田県        | 秋田テレビ     | フジテレビ系列 テレビ朝日系列                                 | 日曜 18:00 - 18:30                                  | 同時ネット |                                       |
| 山形県        | 山形テレビ     | フジテレビ系列                                                | 日曜 18:00 - 18:30                                  | 同時ネット |                                       |
| 新潟県        | 新潟総合テレビ | フジテレビ系列 テレビ朝日系列                                 | 日曜 18:00 - 18:30                                  | 同時ネット | 現・NST新潟総合テレビ                 |
| 長野県        | 長野放送       | フジテレビ系列                                                | 日曜 18:00 - 18:30                                  | 同時ネット |                                       |
| 静岡県        | テレビ静岡     | フジテレビ系列                                                | 日曜 18:00 - 18:30                                  | 同時ネット |                                       |
| 富山県        | 富山テレビ     | フジテレビ系列                                                | 日曜 18:00 - 18:30                                  | 同時ネット |                                       |
| 石川県        | 石川テレビ     | フジテレビ系列                                                | 日曜 18:00 - 18:30                                  | 同時ネット |                                       |
| 福井県        | 福井テレビ     | フジテレビ系列                                                | 日曜 18:00 - 18:30                                  | 同時ネット |                                       |
| 中京広域圏    | 東海テレビ     | フジテレビ系列                                                | 日曜 18:00 - 18:30                                  | 同時ネット |                                       |
| 近畿広域圏    | 関西テレビ     | フジテレビ系列                                                | 日曜 18:00 - 18:30                                  | 同時ネット |                                       |
| 島根県 鳥取県 | 山陰中央テレビ | フジテレビ系列                                                | 日曜 18:00 - 18:30                                  | 同時ネット |                                       |
| 岡山県 香川県 | 岡山放送       | フジテレビ系列                                                | 日曜 18:00 - 18:30                                  | 同時ネット |                                       |
| 広島県        | テレビ新広島   | フジテレビ系列                                                | 日曜 18:00 - 18:30                                  | 同時ネット |                                       |
| 愛媛県        | 愛媛放送       | フジテレビ系列                                                | 日曜 18:00 - 18:30                                  | 同時ネット | 現・テレビ愛媛                        |
| 福岡県        | テレビ西日本   | フジテレビ系列                                                | 日曜 18:00 - 18:30                                  | 同時ネット |                                       |
| 佐賀県        | サガテレビ     | フジテレビ系列                                                | 日曜 18:00 - 18:30                                  | 同時ネット |                                       |
| 熊本県        | テレビ熊本     | フジテレビ系列 テレビ朝日系列 日本テレビ系列（1982年3月まで） | 日曜 18:00 - 18:30                                  | 同時ネット |                                       |
| 宮崎県        | テレビ宮崎     | フジテレビ系列 日本テレビ系列 テレビ朝日系列                  | 日曜 18:00 - 18:30                                  | 同時ネット |                                       |
| 沖縄県        | 沖縄テレビ     | フジテレビ系列                                                | 日曜 18:00 - 18:30                                  | 同時ネット |                                       |
| 青森県        | 青森放送       | 日本テレビ系列 テレビ朝日系列                                 | 土曜 17:00 - 17:30                                  | 遅れネット |                                       |
| 岩手県        | 岩手放送       | TBS系列                                                       | 木曜 17:30 - 18:00                                  | 遅れネット | 現・IBC岩手放送 1983年1月20日まで放送 |
| 福島県        | 福島テレビ     | フジテレビ系列 TBS系列                                        | 土曜 17:00 - 17:30                                  | 遅れネット |                                       |
| 山梨県        | 山梨放送       | 日本テレビ系列                                                | 月曜 19:00 - 19:30                                  | 遅れネット |                                       |
| 山口県        | 山口放送       | 日本テレビ系列 テレビ朝日系列                                 | 木曜 17:15 - 17:45                                  | 遅れネット | 1983年1月27日まで放送                 |
| 徳島県        | 四国放送       | 日本テレビ系列                                                | 水曜 17:00 - 17:30                                  | 遅れネット | 1983年2月2日まで放送                  |
| 高知県        | 高知放送       | 日本テレビ系列                                                | 金曜 17:30 - 18:00（第1話時点） →土曜 17:30 - 18:00 | 遅れネット | 1981年11月20日から放送                |
| 長崎県        | テレビ長崎     | フジテレビ系列 日本テレビ系列                                 | 金曜 17:30 - 18:00                                  | 遅れネット |                                       |
| 大分県        | 大分放送       | TBS系列                                                       | 金曜 17:20 - 17:50                                  | 遅れネット |                                       |
| 鹿児島県      | 鹿児島テレビ   | 日本テレビ系列 フジテレビ系列 テレビ朝日系列（1982年9月まで） | 金曜 17:30 - 18:00                                  | 遅れネット |                                       |

- 本放送終了後、フジテレビ739やキッズステーションでも放送されたことがある。